# Centonara
Il Centonara è un piccolo rio che scorre interamente nella provincia di Bologna.

## Percorso
Il Centonara nasce dalle colline circostanti il passo dell'Abbadessa, all'estremità sud-orientale del Parco regionale dei Gessi Bolognesi e Calanchi dell'Abbadessa, a circa 300 m di altitudine.
Attraversa quindi la città di Ozzano dell'Emilia (per questo è talvolta conosciuto col nome di Centonara Ozzanese) e si dirige verso la pianura, ricevendo alcuni fossi di scolo come affluenti. 
Dopo un percorso di circa 9 km confluisce nel torrente Quaderna, di cui costituisce il principale tributario di sinistra.

## Storia
Fino al XVIII secolo il Centonara, sensibilmente più copioso d'acque, percorreva la pianura bolognese per intero, andando a concludere il suo corso nelle paludi di Molinella, ossia le Valli di Marmorta, poi scomparse, insieme coi torrenti Idice e Quaderna. La maggiore portata e la maggiore lunghezza (circa 20 km) che aveva allora, facevano di esso un vero e proprio torrente; in seguito alle bonifiche e allo sfruttamento delle sue acque, il Centonara fu deviato bruscamente a destra, diventando, come lo è tuttora, un affluente del Quaderna.